# 毛葉梳蘚
毛葉梳蘚（学名：Ctenidium capillifolium）为灰蘚科梳蘚屬下的一个种。

## 扩展阅读
- 維基物種上的相關：毛葉梳蘚